# Åfjords kommun
Åfjords kommun (norska: Åfjord kommune) är en kommun på halvön Fosen (även kallad Fosenhalvøya) i Trøndelag fylke i mellersta Norge. Centralort är Årnes, en del av tätorten Åfjord. Kommunen har fem grannkommuner: Osen, Namsos, Steinkjer, Indre Fosen och Ørland, samtliga i Trøndelag fylke.

## Administrativ historik
Åfjords kommun upprättades den 1 januari 1838 (som Aafjorden formannskapsdistrikt) när Formannskapslovene från 1837 trädde i kraft. Kommunen omfattade då den södra delen av nuvarande Åfjords kommun samt ett område i den norra delen av nuvarande Ørlands kommun.
Den 26 mars 1870, genom kunglig resolution, överfördes ett obebott område från Åfjords kommun till Bjugns kommun.
Den 1 januari 1896 bröts Jøssunds kommun ut ur kommunen som då minskade från 3 948 invånare före delningen till 2 419 invånare efter. Den återstående delen omfattade den södra delen av nuvarande Åfjords kommun.
Den 1 januari 1964 gick Stoksunds kommun upp i Åfjords kommun. Kommunen ökade då från 2 643 invånare före sammanslagningen till 4 158 invånare efter.
Den 1 januari 2020 gick Roans kommun upp i Åfjords kommun.

### Upphörda kommunvapen inom den nuvarande kommunen

Roans kommun (1987–2019)
Åfjords kommun (1997–2019)

I samband med kommunsammanslagningen 2020 valdes Roans gamla kommunvapen som nytt gemensamt kommunvapen för den utvidgade Åfjords kommun.

## Geografi
Inloppet från fjorden Åfjorden är det som delar Åfjords kommun från Ørlands kommun i söder. Det mesta av fjorden ligger dock i Åfjords kommun, som den har gett namn till. 
I Åfjord finns stora laxälvar. Den högsta punkten är Finnvollheia (sydsamiska: Raassje) som är 675 meter över havet. Toppen markerar gränsen mellan kommunerna Åfjord och Namsos. 
Ögruppen Froan ligger västerut i havet och tillhör Frøya kommun.

## Tätorter
I Åfjords kommun finns en tätort:
- Åfjord (omfattar centralorten Årnes)

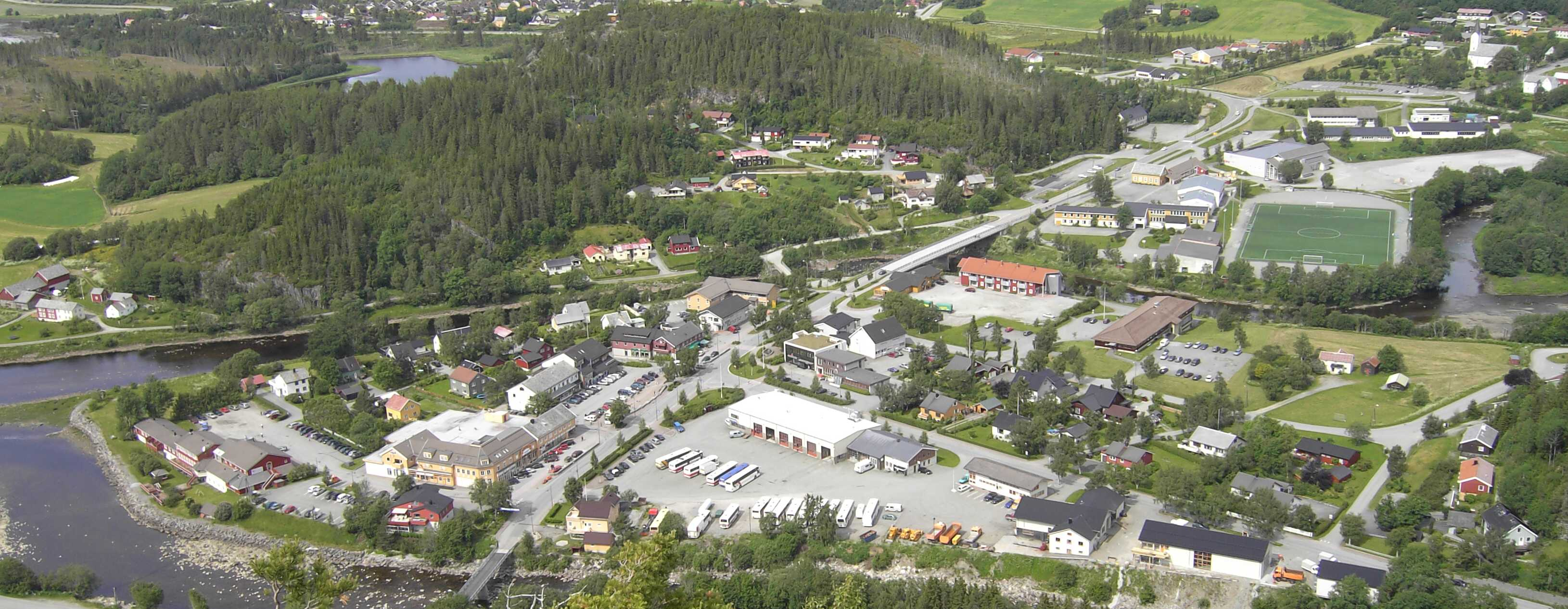
Centralorten Årnes.

## Socknar
Inom Norska kyrkan är Åfjords kommun indelad i två socknar:
- Roans socken
- Åfjord og Stoksunds socken

Socknarna ingår i Fosens prosteri i Nidaros stift.